# Oldenlandia pumila
Oldenlandia pumila är en måreväxtart som först beskrevs av Carl von Linné d.y., och fick sitt nu gällande namn av Dc.. Oldenlandia pumila ingår i släktet Oldenlandia och familjen måreväxter. Inga underarter finns listade i Catalogue of Life.